# Сант'Арсенио
Сант'Арсенио (итал. Sant'Arsenio) је насеље у Италији у округу Салерно, региону Кампанија.
Према процени из 2011. у насељу је живело 2731 становника. Насеље се налази на надморској висини од 448 м.

## Становништво
| 1931. | 1936. | 1951. | 1961. | 1971. | 1981. | 1991. | 2001. | 2011. |
| ----- | ----- | ----- | ----- | ----- | ----- | ----- | ----- | ----- |
| 3.343 | 3.535 | 3.461 | 3.081 | 3.027 | 3.252 | 3.099 | 2.752 | 2.747 |